# Region Lima
Region Lima – jeden z 25 regionów w Peru. Stolicą jest miasto Huacho.

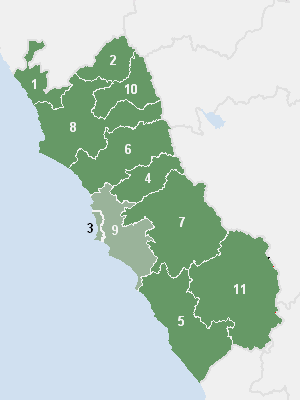
Podział regionu na prowincje

## Podział administracyjny regionu
Region Lima podzielony jest na 9 prowincji, które obejmują 128 dystrykty.
| Prowincja  | Stolica prowincji     | Liczba dystryktów | UBIGEO |
| ---------- | --------------------- | ----------------- | ------ |
| Huaura     | Huacho                | 12                | 1508   |
| Barranca   | Barranca              | 5                 | 1502   |
| Cajatambo  | Cajatambo             | 5                 | 1503   |
| Canta      | Canta                 | 7                 | 1504   |
| Cañete     | San Vicente de Cañete | 16                | 1505   |
| Huaral     | Huaral                | 12                | 1506   |
| Huarochirí | Matucana              | 32                | 1507   |
| Oyón       | Oyón                  | 6                 | 1509   |
| Yauyos     | Yauyos                | 33                | 1510   |